# Арико, Григорий Иванович
Григорий Иванович Арико (24 января 1909, село Климово, Черниговская губерния — 31 августа 1994, Минск) — советский военачальник, генерал-полковник (27.04.1962).

## Биография
Из семьи рабочего. Русский. В 1932 году окончил Гомельский железнодорожный техникум.
В Красной Армии с апреля 1932 года. Призван Гомельским городским военкоматом и направлен на службу в железнодорожные войска СССР. Окончил команду одногодичников при 8-м железнодорожном полку Московского военного округа в августе 1932 года, затем служил в 13-й железнодорожной бригаде Белорусского военного округа: командир взвода, с марта 1934 — командир роты, с сентября 1936 по июль 1940 — командир учебной роты, затем направлен на учёбу. В октябре 1941 года окончил Военную академию РККА имени М. В. Фрунзе. В 1939 году вступил в ВКП(б).
Участник Великой Отечественной войны. С октября 1941 года — старший помощник начальника 1-го отделения оперативного отдела штаба 11-й армии на Северо-Западном фронте, с мая 1942 — помощник начальника (с августа — старший помощник начальника) оперативного отдела штаба Северо-Западного фронта, с июля 1943 года — заместитель начальника оперативного отдела Северо-Западного фронта. С февраля 1944 года — начальник оперативного управления штаба 2-го Белорусского фронта. С апреля 1944 года — заместитель начальника оперативного управления штаба 2-го Белорусского фронта, затем на такой же должности на 3-м Белорусском фронте. За годы войны участвовал в Торопецко-Холмской, Демянской (1942), 
Демянской 1943), Старорусской, Полесской, Прибалтийской, Восточно-Прусской наступательных операциях.
После войны — с октября 1945 начальник оперативного отдела оперативного управления штаба Барановичского военного округа, с марта 1946 начальник оперативного отдела оперативного управления штаба Белорусского военного округа, с сентября 1949 по декабрь 1950 начальник оперативного управления — первый заместитель начальника штаба Белорусского военного округа. В 1952 году окончил Высшую военную академию имени К. Е. Ворошилова. После окончания академии вернулся в Белорусский ВО на прежнюю должность. С 12 октября 1954 года — начальник штаба Белорусского военного округа. С 11 марта 1961 — начальник штаба — первый заместитель главнокомандующего Группы советских войск в Германии. С 8 декабря 1965 по март 1974 года — вновь начальник штаба — первый заместитель командующего войсками Белорусского военного округа.
В отставке с июля 1974 года.
Член ВКП(б)/КПСС с 1939 года. Депутат Верховного Совета РСФСР 6-го созыва (1963—1967).
Похоронен в Минске на Восточном кладбище.

## Воинские звания
- капитан (29.08.1938),
- майор (17.02.1942),
- подполковник (28.11.1942),
- полковник (25.11.1943),
- генерал-майор (3.08.1953),
- генерал-лейтенант (4.05.1955),
- генерал-полковник (27.04.1962).

## Награды
- Орден Ленина (31.10.1967)
- Орден Октябрьской Революции
- 3 ордена Красного Знамени (19.11.1943[2]; 28.11.1944[3], 30.04.1954)
- Орден Кутузова 2-й степени (19.04.1945)
- Орден Отечественной войны 1-й степени (11.03.1985)
- Орден Отечественной войны 2-й степени (30.04.1943[4])
- 2 ордена Красной Звезды (5.06.1942[5], 30.04.1947)
- Медаль «За боевые заслуги» (3.11.1944)
- Юбилейная медаль «За воинскую доблесть. В ознаменование 100-летия со дня рождения В. И. Ленина»
- Медаль «За победу над Германией в Великой Отечественной войне 1941—1945 гг.»
- Юбилейная медаль «Двадцать лет Победы в Великой Отечественной войне 1941—1945 гг.»
- Юбилейная медаль «Тридцать лет Победы в Великой Отечественной войне 1941—1945 гг.»
- Юбилейная медаль «Сорок лет Победы в Великой Отечественной войне 1941—1945 гг.»
- Медаль «За взятие Кёнигсберга»
- Медаль «Ветеран Вооружённых Сил СССР»
- Медаль «За укрепление боевого содружества»
- Юбилейная медаль «30 лет Советской Армии и Флота»
- Юбилейная медаль «40 лет Вооружённых Сил СССР»
- Юбилейная медаль «50 лет Вооружённых Сил СССР»
- Юбилейная медаль «60 лет Вооружённых Сил СССР»
- Юбилейная медаль «70 лет Вооружённых Сил СССР»
- Медаль «За безупречную службу» 1-й степени

иностранные награды
- Кавалерский крест ордена Возрождения Польши (Польша, 6.10.1973)
- Боевой орден «За заслуги перед народом и Отечеством» в серебре (ГДР)
- Медаль «30 лет Болгарской народной армии» (Болгария, 14.09.1974)
- Медаль «За укрепление дружбы по оружию» в золоте (ЧССР, 20.03.1970)
- Медаль «50 лет Монгольской Народной Армии» (МНР, 15.03.1971)